# Teatre Petit
El Teatre Petit, també anomenat Odèon, és un teatre d'època romana, sepultat per l'erupció del Vesuvi l'any 79 i descobert durant les excavacions arqueològiques realitzades en l'antiga Pompeia, a la Campània, Itàlia. En el seu interior es representaven espectacles musicals i recitals de poesia al ritme de la cítara, gràcies a les dimensions reduïdes de l'edifici que evitaven la dispersió del so. El teatre està situat al sud de la ciutat, proper al Teatre gran, a la Via Stabiana i a la seva porta homònima, en la Regi VIII, Insula 7, mansanes 17-20.

## Història

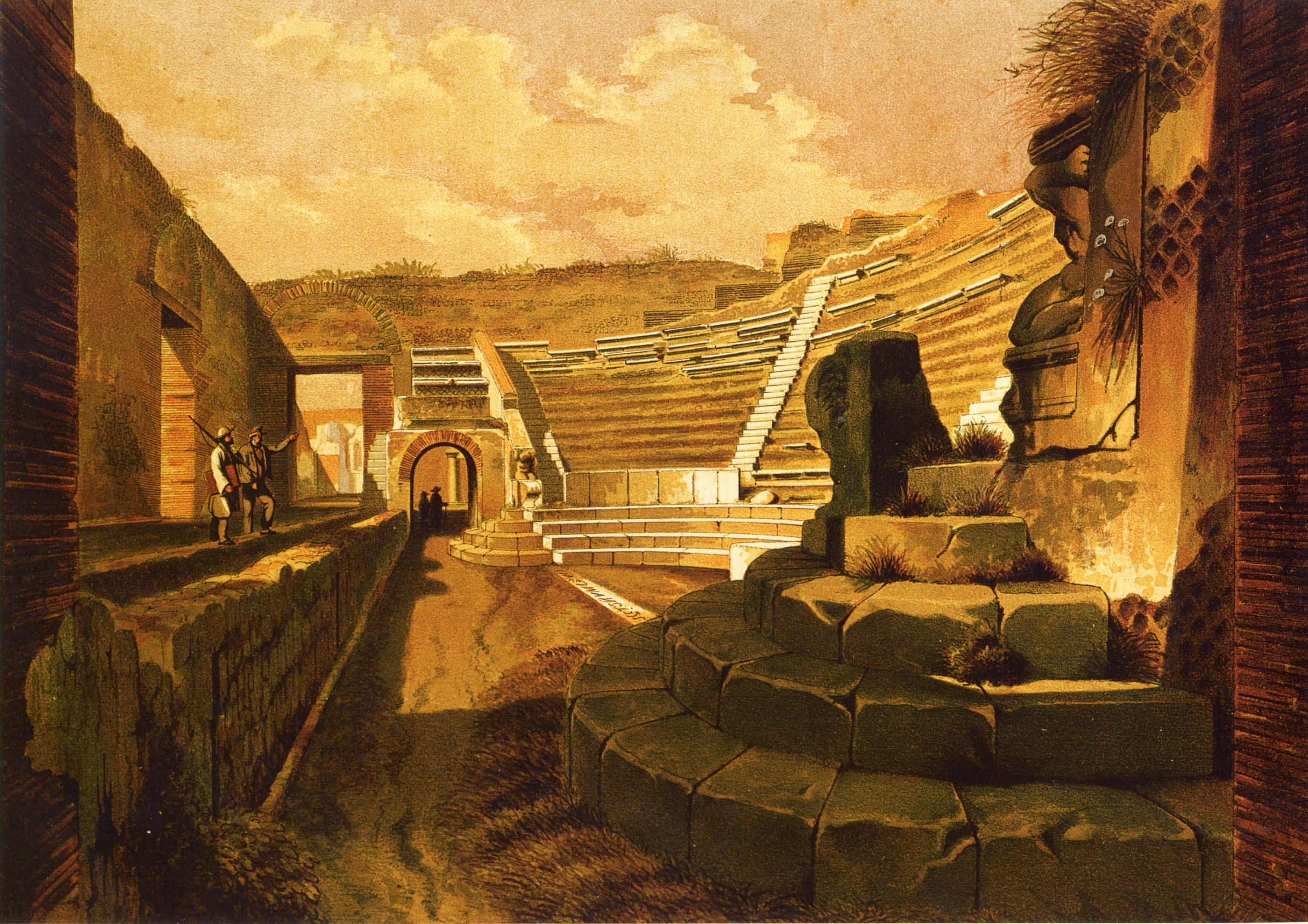
Pintura de l'Odèon o Teatre Petit, a Le case e i monumenti di Pompei (4 vols.; 1854-1896)

El primer projecte de construcció del Teatre petit es remunta a l'època samnita, almenys la seva inclusió en l'equipament urbà de la ciutat. Va ser realitzat pocs anys després de la conquesta de Pompeia per part de Luci Corneli Sul·la, és a dir, entre el 80 i el 75 aC. Es va finançar a càrrec de dos magistrats, Quinci Valc i Marco Porci, els mateixos que van col·laborar en la construcció de l'amfiteatre. Aquest esdeveniment es recorda en un epígraf que indica:

| « | «C.Quinctuius C.f.Valgus, M. Porcius M.f. duoviri decurionum decreto theatrum tectum faciundum locarunt eidemque probarunt» | Quinci Valgo fill de Cayo, i Marco Porci fill de Marco, per decret dels decurions van adjudicar i testificar la construcció del teatre cobert | » |

L'any 79, el teatre va ser sepultat per l'erupció volcànica del Vesuvi sota una capa de cendres i lapil·li, igual que la resta de la ciutat. A la fi del segle xviii i principis del xix va ser descobert després de les excavacions arqueològiques promogudes per la dinastia borbònica.

## Descripció

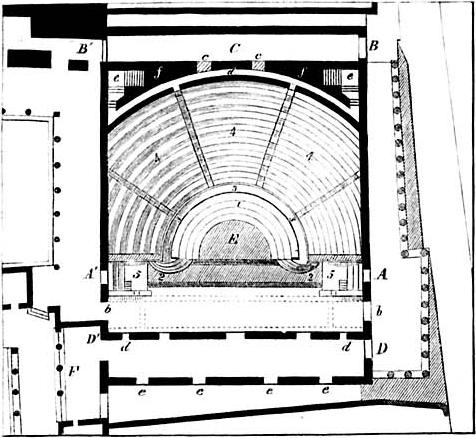
Planta del Teatre petit de Pompeia

L'estructura del Teatre petit és molt similar a la del Teatre gran. Tenia una capacitat d'uns 1300 seients i estava realitzat amb opus incertum i opus reticulatum, presentant també algunes insercions de opus latericium en els corredors i en les impostes. La planta té la forma d'un semicercle inscrit en un quadrat al que li falta la zona lateral exterior de la graderia. Tota la graderia està envoltada per un mur perimetral quadrat sobre el qual recolzava una teulada a quatre aigües que permetia obtenir una millor acústica.
L'orquestra, de petites dimensions, és de planta circular i està pavimentada amb lloses de marbre de colors amb diverses formes. El paviment va ser donat per Marco Oculaci durant l'època augusta, com s'indica en un epígraf de bronze. El front d'escena estava decorat originàriament amb marbres, tenia un espai per al teló i tres accessos que conduïen als vestidors. La zona destinada al públic es dividia en la càvea i els tribunalia o llotges reservades als convidats d'honor, els quals recolzen sobre els pàrodes i tenien un accés directe des de l'escenari. A la vegada, la càvea estava constituïda per la ima cavea, formada per quatre files i on s'asseien els decurions, i la media cavea, repartida transversalment en cinc sectors. Aquestes dues zones estaven separades mitjançant una muralleta, acabada en forma de potes de griu alades. La summa cavea no existeix en l'actualitat. Les graderies de les altres dues càvees estan realitzades amb tuf volcànic i tenen la particularitat de posseir una cavitat en la seva part posterior, per evitar que els espectadors asseguts davant poguessin ser molestats pels peus dels de darrere.
L'escassa decoració pictòrica que es conserva pertany al segon estil. Són notables els dos atlants agenollats, realitzats en tova i situats en els pàrodes, que subjectaven uns marcs; en el seu interior devien haver-hi altres elements decoratius, probablement àmfores. La presència d'aquestes figures és una característica típica de l'art grec.

## Galeria d'imatges

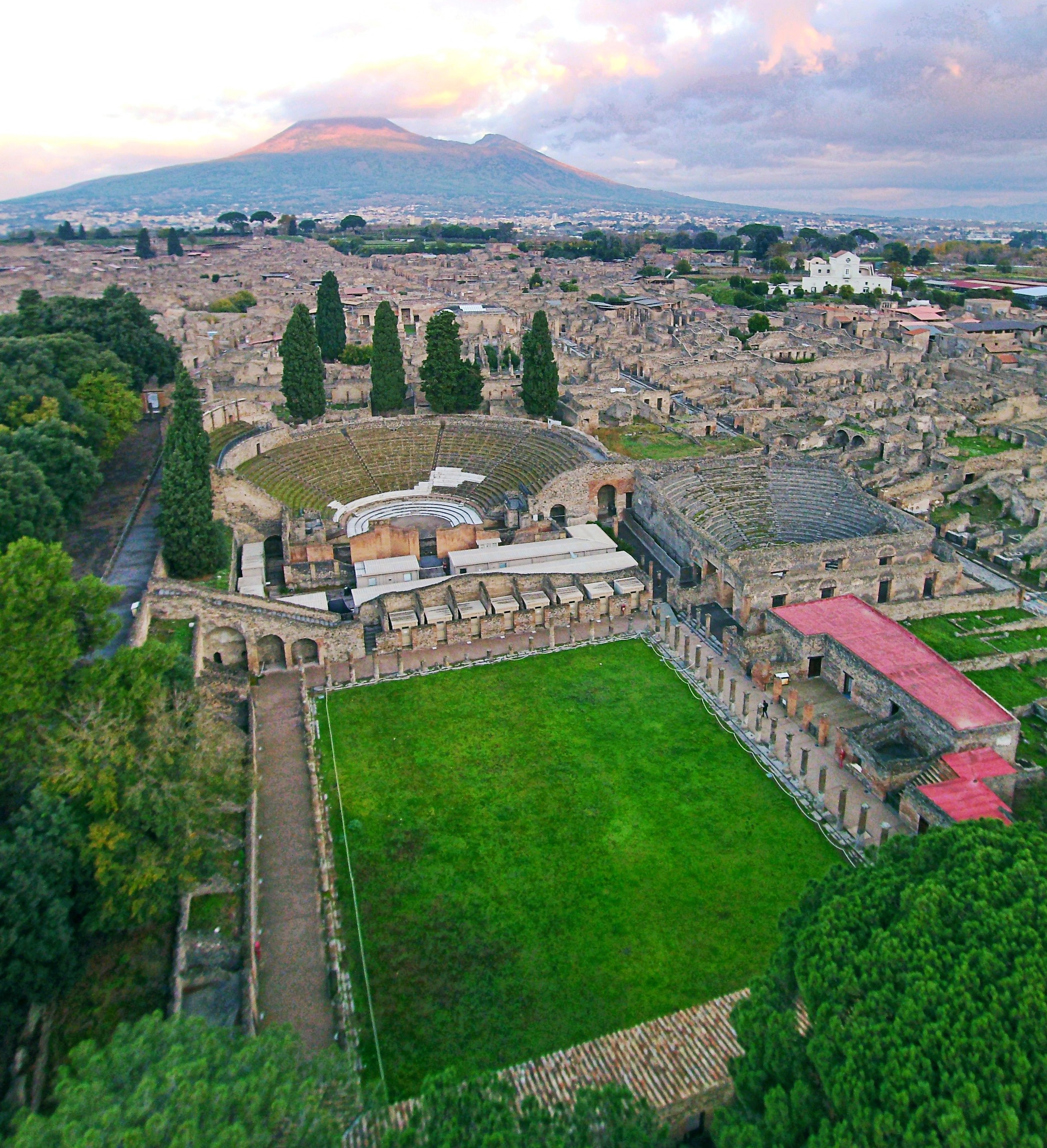
Vista aèria dels dos teatres de Pompeia, el Quadripòrtic en primer pla i el Vesuvi al fons
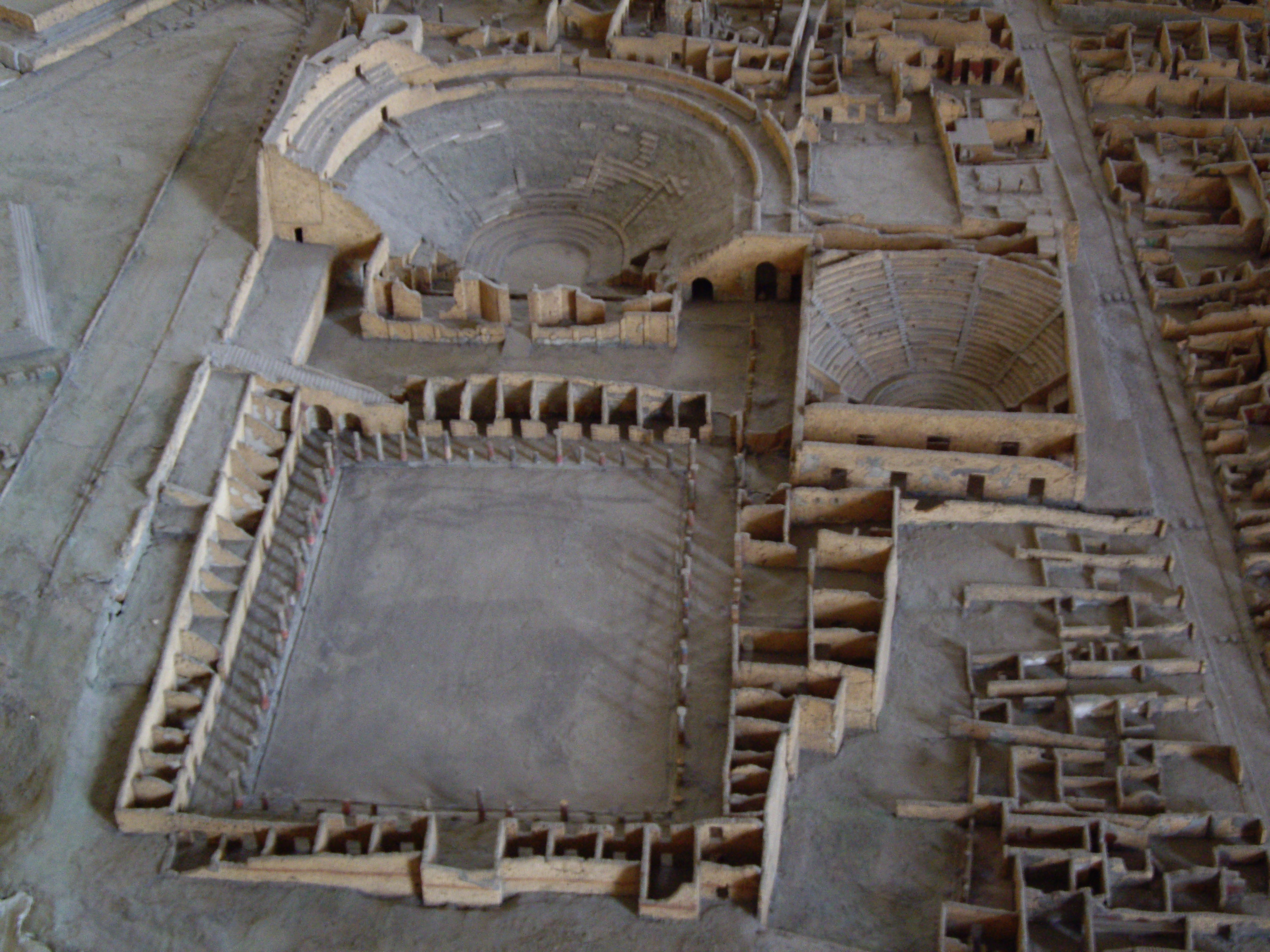
Maqueta dels dos teatres i el Quadripòrtic (Museu Arqueològic Nacional de Nàpols)
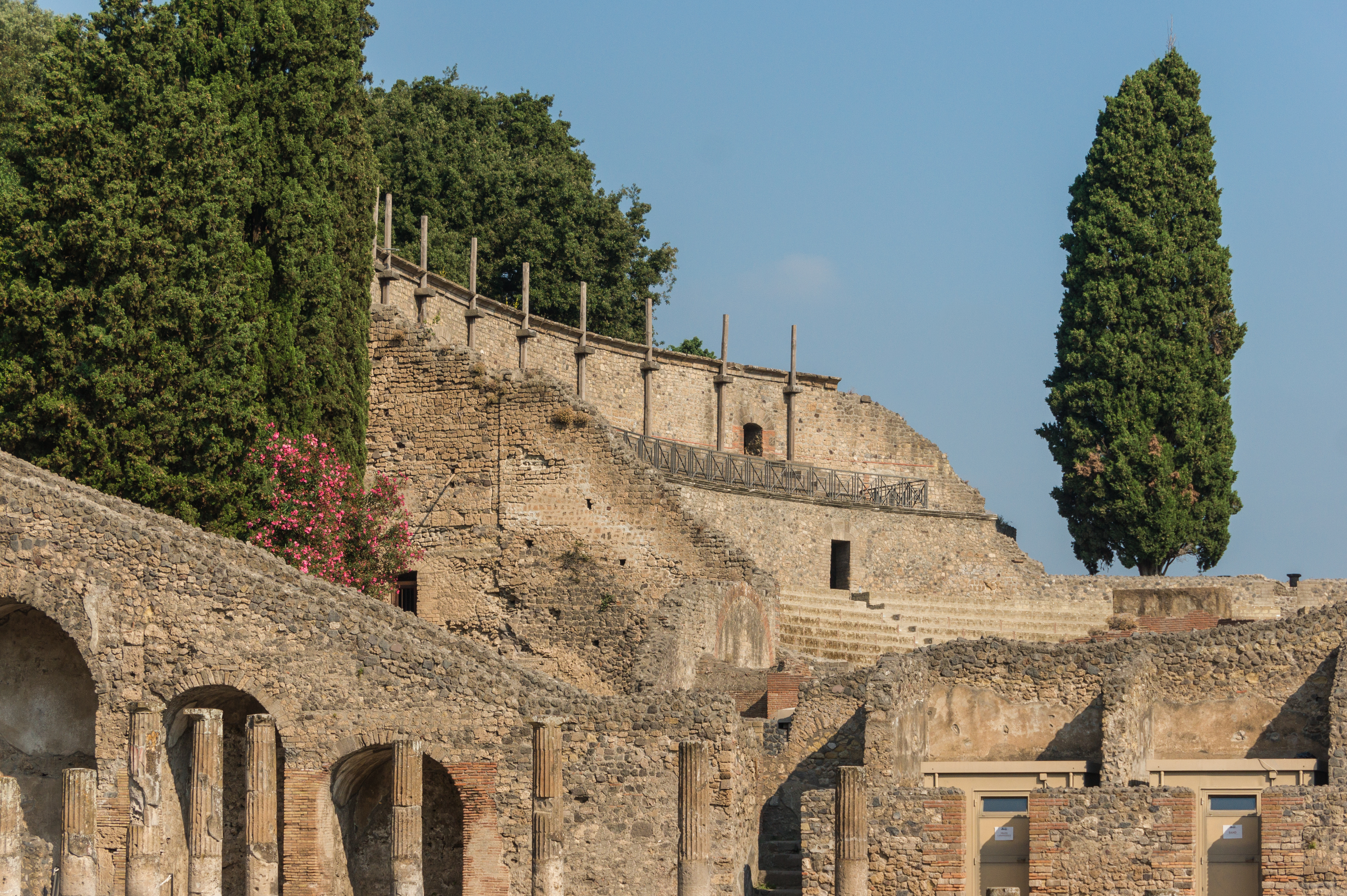
Vista des del Quadripòrtic
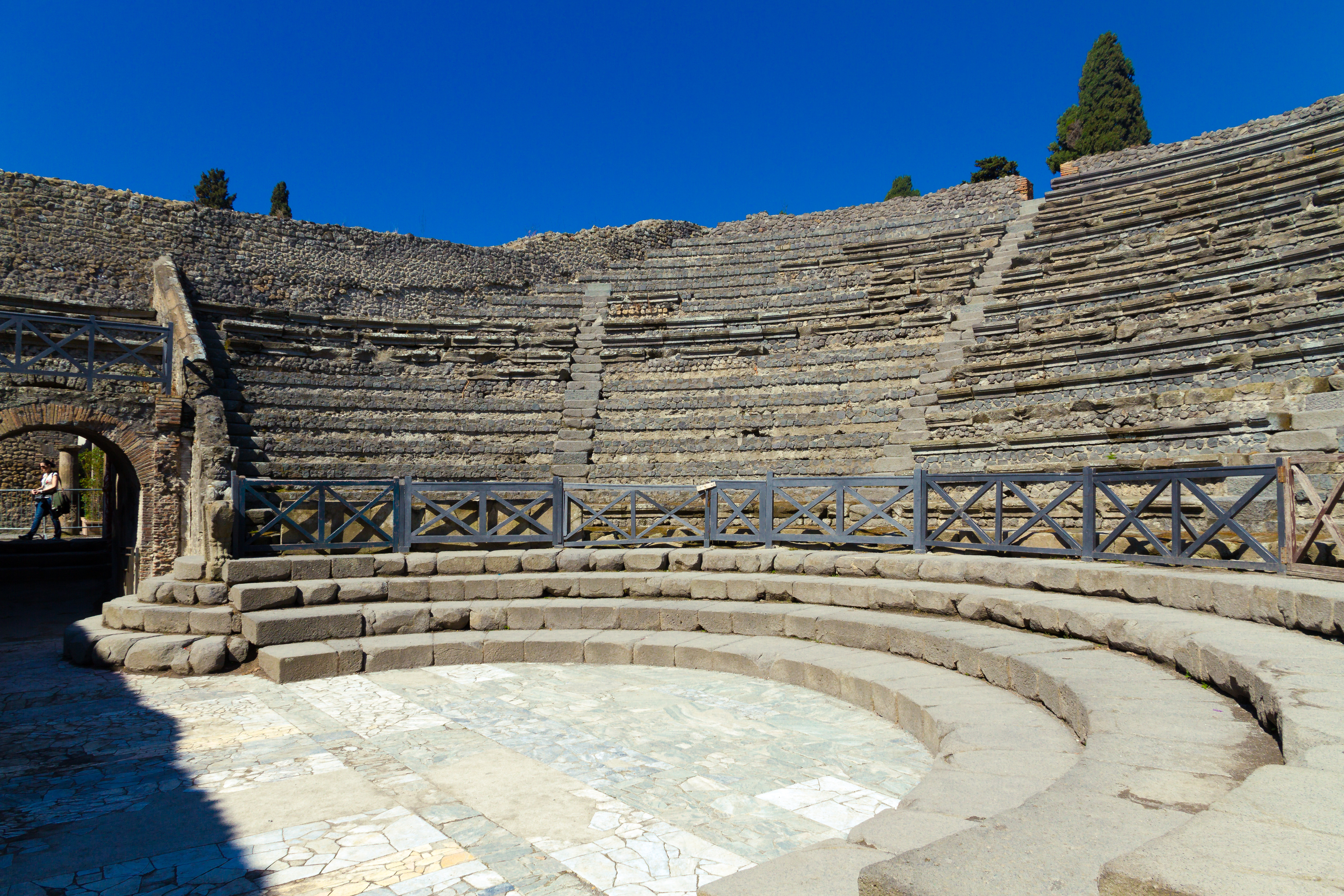
Detall de la càvea i l'orquestra, amb el paviment en marbre de colors
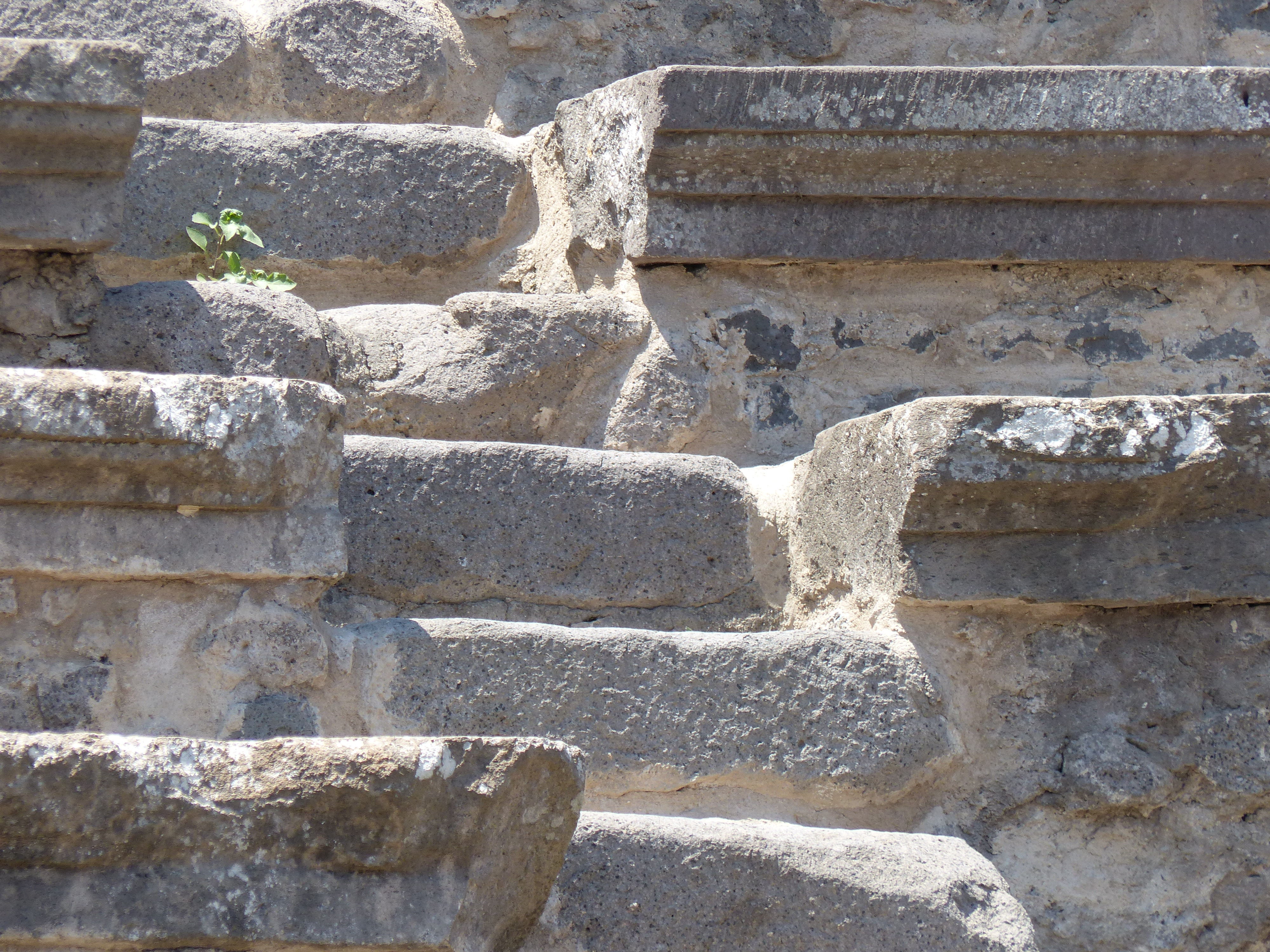
Detall de la grada i els escalons.
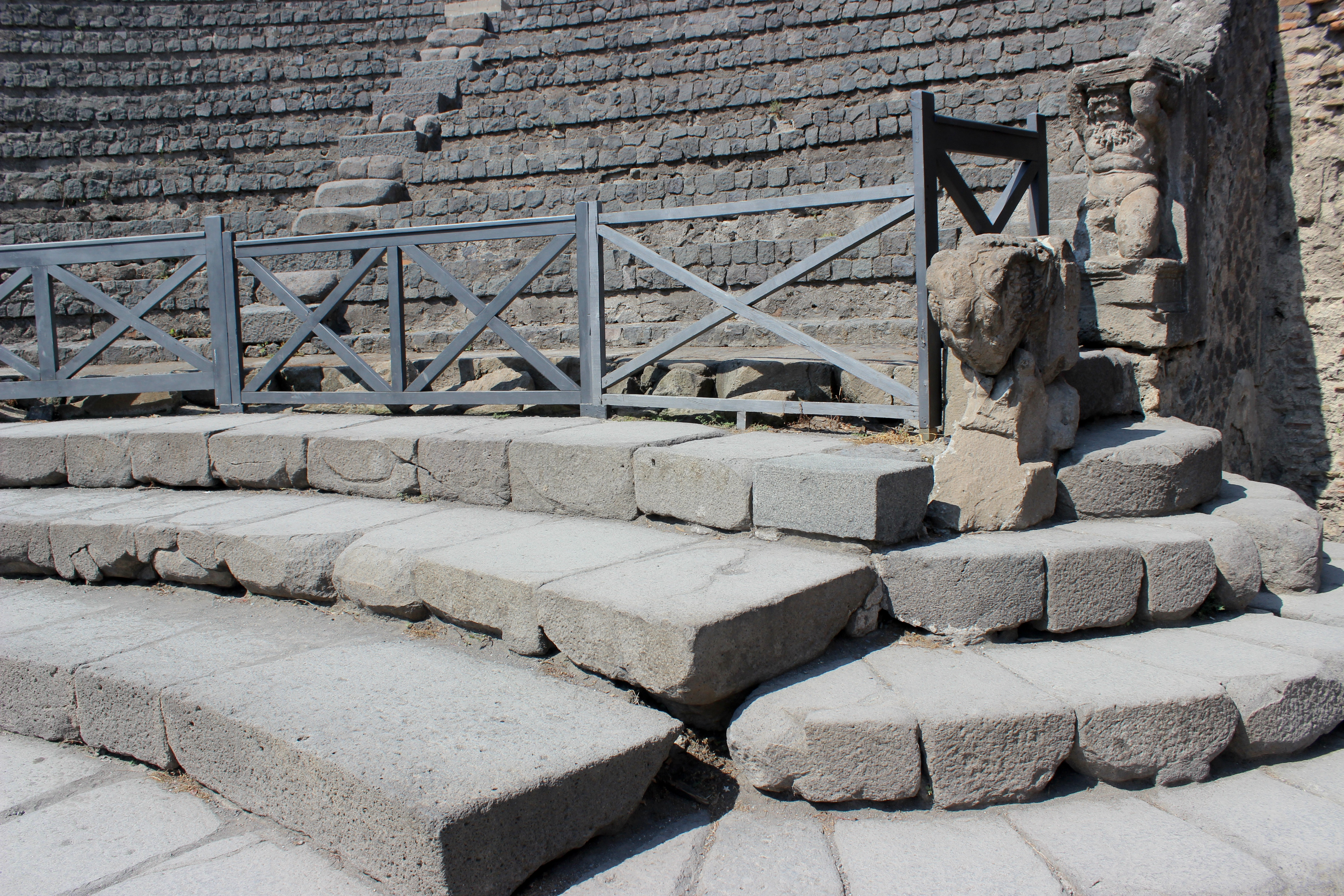
Detall de l'ampit de separació i el seu acabament
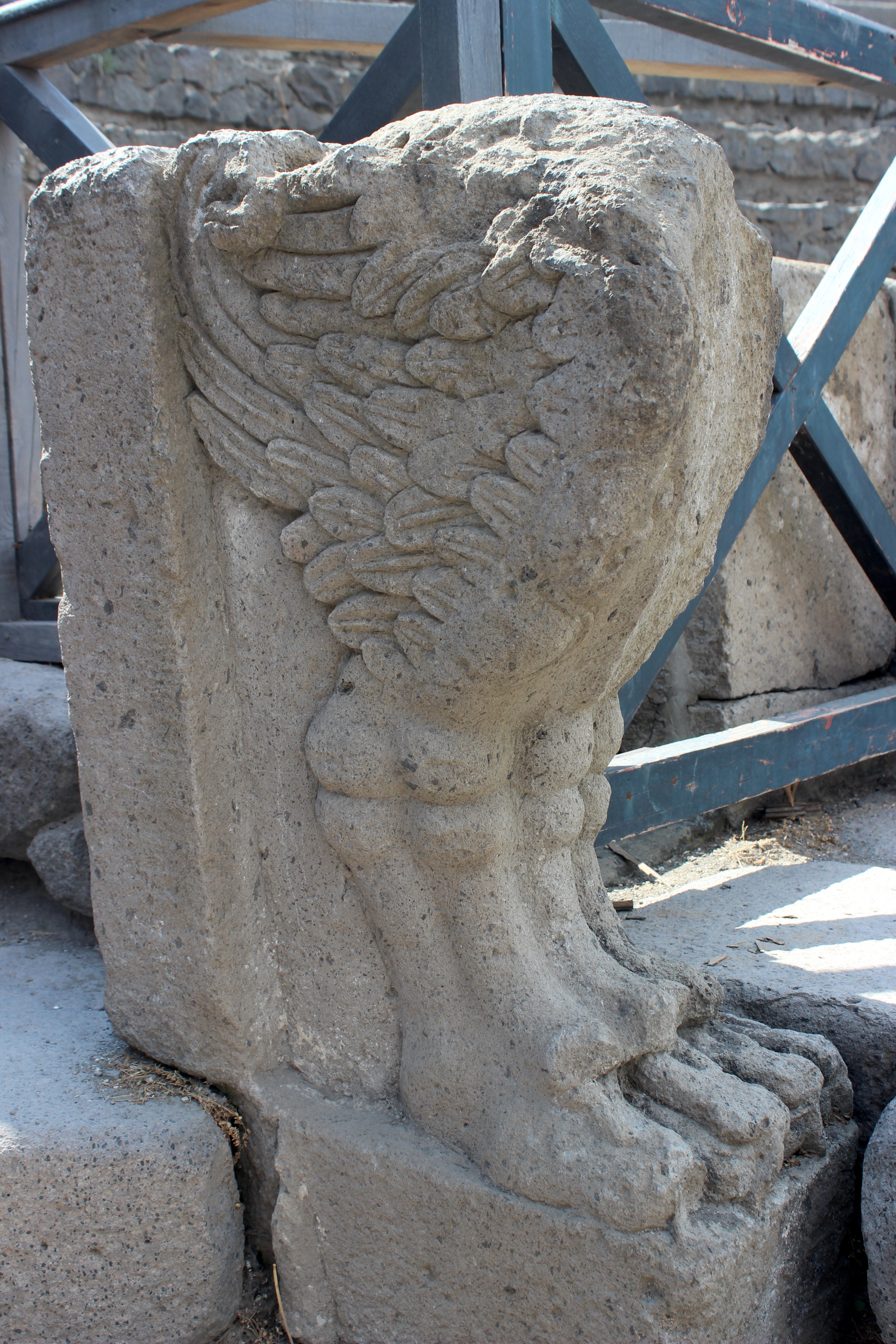
Detall de l'acabament en forma de pota de griu
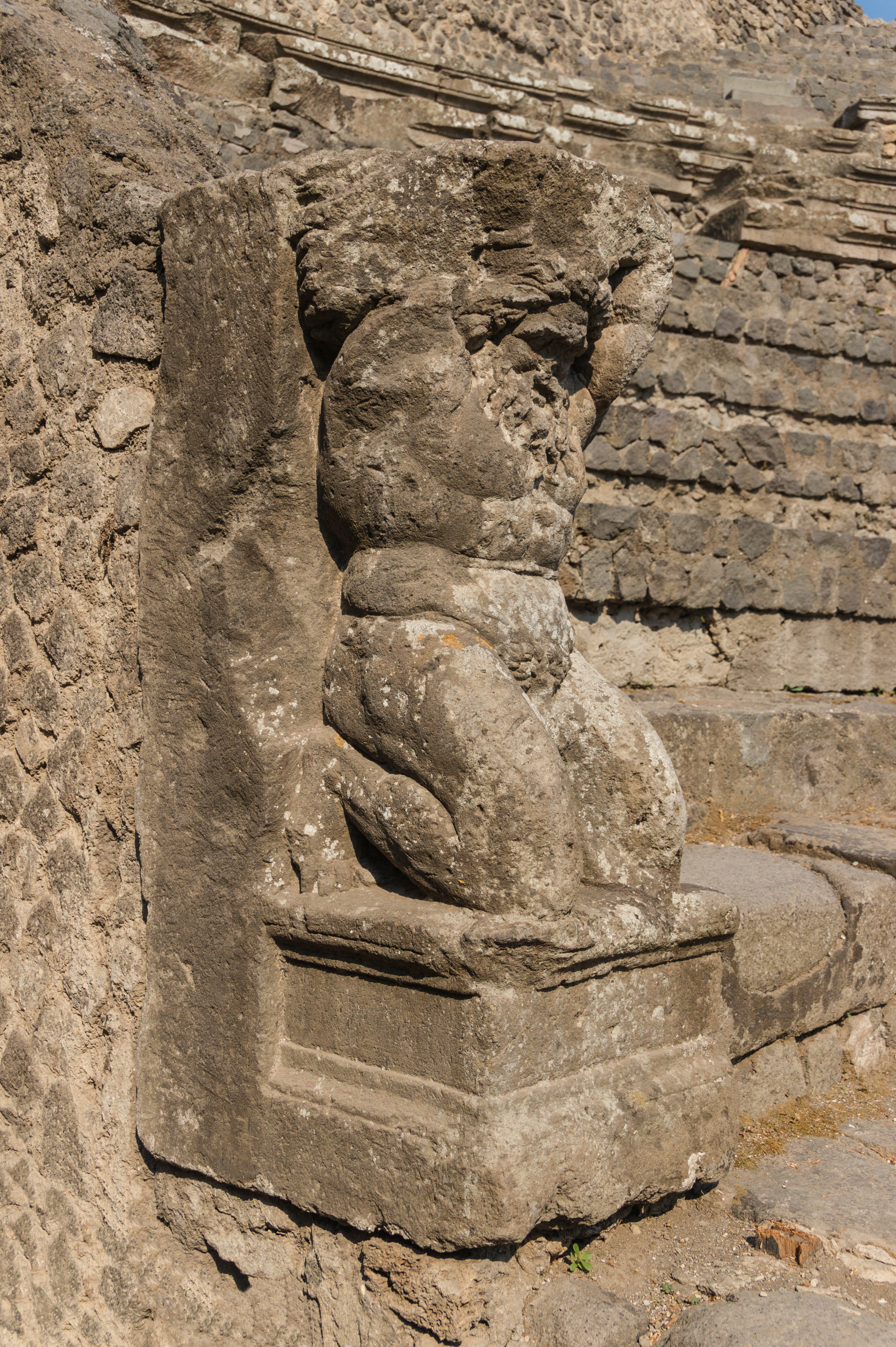
Detall de l'atlant
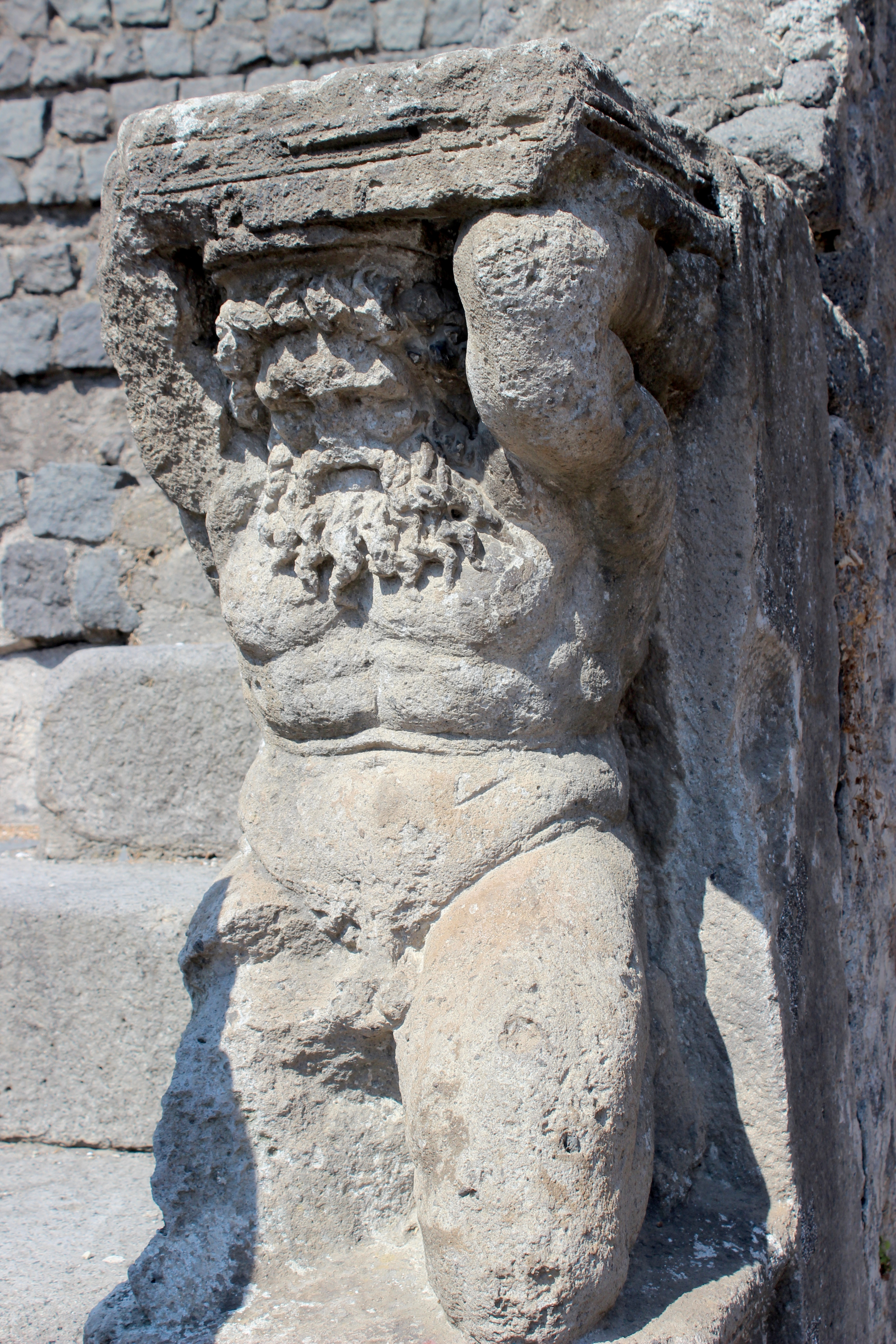
Altra vista de l'atlant